# Antonin Varenne
Antonin Varenne (Parigi, 1973) è uno scrittore francese.

## Biografia
Nato a Parigi nel 1973, da piccolo si è spostato con i genitori in varie parti della Francia fino ai vent'anni, quando si è stabilito a Nanterre per studiare filosofia.
Abbandonati gli studi, ha vissuto in varie parti del mondo (Stati Uniti, Messico e Islanda) prima di far ritorno in Francia e stabilirsi nel dipartimento della Creuse.
Ha esordito a 33 anni con il romanzo Le Fruit de vos entrailles e in seguito ha pubblicato altri 9 romanzi specializzandosi nel genere noir e vincendo nel 2009 il Premio Michel Lebrun con Sezione suicidi.

## Opere principali
- Le Fruit de vos entrailles (2006)
- Le Gâteau mexicain (2008)
- Sezione suicidi (Fakirs, 2009), Torino, Einaudi, 2011 traduzione di Fabio Montrasi ISBN 978-88-06-20473-0.
- L'arena dei perdenti[4] (Le Mur, le Kabyle et le Marin, 2011), Torino, Einaudi, 2013 traduzione di Fabio Montrasi ISBN 978-88-06-21182-0.
- Trois mille chevaux vapeur (2014)
- Brèves de noirs (2014)
- Battues (2015)
- Cat 215 (2016)
- Équateur (2017)
- La Toile du monde (2018)

## Premi e riconoscimenti
- Premio Michel Lebrun: 2009 per Sezione suicidi
- Prix Sang d'encre: 2009 per Sezione suicidi
- Prix du Meilleur Polar des Lecteurs de Points: 2010 per Sezione suicidi